# Agapanthia nicosiensis
Agapanthia nicosiensis là một loài bọ cánh cứng trong họ Cerambycidae.